# Panteón de Regulares número 2
El Panteón Regulares 2 es un panteón militar historicista clasicista situado en el cementerio municipal de la Purísima Concepción de la ciudad española de Melilla.

## Historia
Data de 1924 y fue edificado para acoger los restos de los fallecidos del Grupo n.º 2 de Regulares de Melilla y oficiales del Arma de Caballería que en un principio fueron Regulares gracias a una suscripción popular a nivel nacional para acoger los restos de los fallecidos de la guerra de Margallo, si bien también en él fueron sepultados militares de la guerra de Melilla.

## Descripción
Está construido en piedra de la región y ladrillo macizo su planta es cuadrada.

### Exterior
Sus fachadas están pintadas de blanco, con detalles en amarillo, destacando la entrada con cuatro columnas corintias que llevan a un frontón triangular liso, acabando en una cúspide redondeada.

### Interior
En su planta baja se sitúa la capilla mientras en una planta sótano se sitúan las sepulturas. En 2017 se enterró a José Sanjurjo, que fue comandante general de Melilla y comandante de Regulares durante la guerra del Rif.